# Kolacja dla wroga
Kolacja dla wroga (alb. Darka e gabuar) – powieść albańskiego pisarza Ismaila Kadare. Po raz pierwszy została wydana w roku 2008, nakładem wydawnictwa Onufri. Polskie wydanie powieści ukazało się w styczniu 2014, w tłumaczeniu Doroty Horodyskiej, nakładem Świata Książki.

## Fabuła
Akcja powieści rozgrywa się w latach 1943-1953 w rodzinnym mieście autora - Gjirokastrze. Jednym z oficerów niemieckich, wkraczających we wrześniu 1943 do Gjirokastry jest Fritz von Schwalbe, który poszukuje w mieście kolegi ze studiów, znanego ginekologa - dr Gurameto. Schwalbe zostaje zaproszony do domu Gurameto na kolację w czasie, kiedy kilkudziesięciu mieszkańców miasta zostało zatrzymanych w charakterze zakładników. Niemiecki oficer korzysta z praw przysługujących gościowi, które stanowią fundament albańskiego prawa zwyczajowego, Gurameto uzyskuje zaś od gościa obietnicę uwolnienia wszystkich zakładników. Kiedy w 1944 do miasta wkraczają partyzanci AWN, Gurameto zostaje aresztowany, ale jako ceniony lekarz wkrótce wychodzi na wolność. W 1953, kilka dni przed śmiercią Stalina Gurameto zostaje ponownie aresztowany. W toku śledztwa okazuje się, że Fritz von Schwalbe zginął trzy miesiące przed domniemaną kolacją, a jego rolę zagrał jeden z jego przyjaciół. Śledczy próbują wykazać, że Gurameto był częścią światowego spisku, którego celem było zabicie Stalina.
Powieść powstała w latach 2007-2008 - autor pisał ją w okolicach Durrësu, w Paryżu, a także w szwajcarskim Lugano. Na motywach powieści powstała sztuka sceniczna, którą w 2010 wystawił Teatr Narodowy w Tiranie (reż. Fatos Haxhiraj).

## Wybrane tłumaczenia powieści
- 2009: Le Dîner de trop (franc. tłum. Tedi Papavrami), wyd. Paryż
- 2011: To moiraio deipno (grec. tłum. Telemachos Kotsias), wyd. Ateny
- 2011: Een noodlottig diner (niderl. tłum. Roel Schuyt), wyd. Amsterdam
- 2011: La cena equivocada (hiszp. tłum. Ramon Sanchez Lizarralde), wyd. Madryt
- 2012: En middag for meget (duńs. tłum. Gerd Have), wyd. Kopenhaga
- 2012: Un invito a cena di troppo (włos. tłum. Maria Laura Vanorio), wyd. Mediolan
- 2012: The Fall of the Stone City (ang. tłum. John Hodgson), wyd. Edynburg, ISBN 978-08-0212-068-7
- 2013: Cina blestemată (rum. tłum. Marius Dobrescu), wyd. Bukareszt, ISBN 978-97-3689-630-9
- 2013: Den uønskede middagen (norw. tłum. Jardar Nuland Østbø), wyd. Oslo, ISBN 978-82-0236-094-8
- 2014: Kolacja dla wroga (pol. tłum. Dorota Horodyska), wyd. Warszawa, ISBN 978-83-7943-110-6
- 2019: 잘못된 만찬 : 이스마일 카다레 장편소설 / kor. tłum. Seonhui Baek, ISBN 978-89-5465-839-3

## Nagrody i wyróżnienia
Książka została wyróżniona nagrodą Rexhai Surroi dla najlepszej powieści albańskiej roku, a także otrzymała nagrodę ministerstwa kultury Albanii.

## Recenzje
- Adam Kraszewski, Kolacja dla wroga
- Konsekwencje "Kolacji dla wroga"
- Aleksandra Żelazińska, Spisek stulecia